# Thorington Street
Thorington Street is een gehucht in het bestuurlijke gebied Babergh, in het Engelse graafschap Suffolk. Het maakt deel van de civil parish Stoke-by-Nayland.